# 우로보로스 (만화)
《우로보로스 -경찰을 재판하는 것은 내게 있다-》(일본어: ウロボロス -警察ヲ裁クハ我ニアリ-)는 칸자키 유야의 만화 작품이다.

## 개요
《주간 코믹 번치》 (신초샤)에서 2009년 12월호 (3월 6일호, 통권 373호)부터 연재되었지만, 이 잡지가 2010년 8월에 휴간하여, 2011년 1월에 이 회사로부터 창간된 《월간 코믹@번치》로 이적했다. 휴간에서 증간 사이에는, 고교 시절의 이쿠오와 타츠야의 재회를 그린 외전이 《web@번치》에서 3개월 연속으로 게재되었다.
단행본은 2015년 11월 현재, 기간 21권. 통권이지만, 《주간 코믹 번치》 연재분을 제1부, 《월간 코믹@번치》 연재분을 제2부로 하고 있다. 제1부는 제1 ~ 8권, 제2부는 제9권 ~ 이 되어 있다.

## 줄거리
고아인 초등학생 류자키 이쿠오와 단노 타츠야는 이 세상에서 가장 소중한 사람인 카시와바 유이코를, 어떤 자에게 살해당하고 만다. 도망가는 범인의 뒷모습을 목격한 두 사람은 경찰에게 증언하려고 했지만, 금시계를 찬 경찰 관계자에게 협박당해 사건은 미궁에 빠졌다. 15년 후, 이쿠오는 사건을 은폐한 경찰 조직에 복수하기 위해서 경찰관이 되고, 타츠야는 사건의 실행범을 찾기 위해서 야쿠자인 마츠오조의 조직원이 되어, 유이코의 죽음의 진실을 쫓는다.

## 등장인물

### 주요 인물
류자키 이쿠오
주인공.
신쥬쿠 제2경찰서 형사과를 거쳐, 경시청 수사 1과에 파견되어, 후에 경무부 감찰관에 전속.
단노 타츠야
또 한 명의 주인공.
아비코회 계열 3차 단체·마츠에조의 젊은 우두머리.
나치 소스케
프리 라이터.

### 경찰 관계자
히비노 미즈키
여주인공.
신쥬쿠 제2경찰서 형사과 시절 이쿠오의 파트너로, 후에 경시청 수사 제1과에 이동해 다시 콤비를 이룬다.
미시마 카오루
신쥬쿠 제1서 형사과 과장.
칸도리 카즈마
신쥬쿠 제1서 형사과 경찰관. 이쿠오와 미즈키의 동료.
쿠라 나오타로
신쥬쿠 제1서 형사과 경사. 이쿠오와 미즈키의 선배.
쵸노 신이치
신쥬쿠 제1경찰서 형사과에 소속하는 형사.
반도 시로
경시청 형사부 수사 1과 경부.
히비노 쿠니히코
경시청 경무부 감찰과 과장 대리.
타무라 코나츠
경시청 경무부 경무과 경부보.
히지리 유키토
경시청 부총감.
와시오 케이
경시청 형사부 수사 1과 관리관.
타케노우치 카츠미
경시청 형사부 수사 1과 이사관.
오시타리 코지
경시청 경비국 경비 기획과 제로 반장.
가나하 마모루
경시청 경비국 경비 기획과 제로 소속.

### 폭력단 관계자
아비코 키리노
아비코회 회장의 부인으로, 금시계조의 한 명.
야마시로 하야토
야마시로조 조장 적남 겸 간부.

### 그 외의 인물
금시계의 남자 (가칭)
15년 전, 이쿠오와 타츠야가 증언한 살인범의 정보를 은폐해, 〈너희의 인생을 찌부러뜨리는 것은 경찰이다〉라며 둘을 협박한 남자.
카시와바 유이코
〈마호로바〉에서 고아들을 돌보던 인물.
미시마 사쿠라
미시마의 양녀.

## 용어
금시계조
오리지널 금시계나 은시계가 수여된 자의 총칭.
마호로바
어린 시절의 이쿠오와 타츠야가 자란 양호 시설.
제로
경시청 경비국 경비 기획과에 비밀리 설치되어 있는 특수부대.
부총감 특명계
히지리가 경찰청 장관을 설복해 설립한, 사설 부대라고도 할 수 있는 부서.

## 서지 정보
- 칸자키 유야 《우로보로스 -경찰을 재판하는 것은 내게 있다-》 신쵸샤 〈번치 코믹스〉 기간 22권 (2016년 4월 현재)
  1. 2009년 6월 9일 발매, ISBN 978-4-10-771485-5
  2. 2009년 9월 9일 발매, ISBN 978-4-10-771508-1
  3. 2009년 12월 9일 발매, ISBN 978-4-10-771534-0
  4. 2010년 3월 9일 발매, ISBN 978-4-10-771551-7
  5. 2010년 5월 8일 발매, ISBN 978-4-10-771565-4
  6. 2010년 7월 9일 발매, ISBN 978-4-10-771574-6
  7. 2010년 10월 9일 발매, ISBN 978-4-10-771594-4
  8. 2011년 1월21일 발매, ISBN 978-4-10-771607-1
  9. 2011년 6월 9일 발매, ISBN 978-4-10-771623-1
  10. 2011년 8월 9일 발매, ISBN 978-4-10-771629-1 {{isbn}}의 변수 오류: 유효하지 않은 ISBN.
  11. 2011년12월 9일 발매, ISBN 978-4-10-771643-1 {{isbn}}의 변수 오류: 유효하지 않은 ISBN.
  12. 2012년 3월 9일 발매, ISBN 978-4-10-771654-1 {{isbn}}의 변수 오류: 유효하지 않은 ISBN.
  13. 2012년 6월 8일 발매, ISBN 978-4-10-771666-1 {{isbn}}의 변수 오류: 유효하지 않은 ISBN.
  14. 2012년 10월 9일 발매, ISBN 978-4-10-771683-1 {{isbn}}의 변수 오류: 유효하지 않은 ISBN.
  15. 2013년 2월15일 발매, ISBN 978-4-10-771696-5
  16. 2013년 7월15일 발매, ISBN 978-4-10-771713-9
  17. 2014년 1월 9일 발매, ISBN 978-4-10-771734-4
  18. 2014년 8월 9일 발매, ISBN 978-4-10-771767-2
  19. 2015년 1월 9일 발매, ISBN 978-4-10-771795-5
  20. 2015년 5월 9일 발매, ISBN 978-4-10-771820-4
  21. 2015년 11월 9일 발매, ISBN 978-4-10-771855-6
  22. 2016년 4월 9일 발매, ISBN 978-4-10-771890-7

## 텔레비전 드라마
《우로보로스~이 사랑이야말로, 정의.》(일본어: ウロボロス～この愛こそ、正義。)의 타이틀로 연속 텔레비전 드라마화되어, TBS 계열의 금요드라마 시간대(매주 금요일 20:00 ~ 22:54 〈JST〉)에서 2015년 1월 16일부터 3월 20일까지 방송되었다. 주연은 이쿠타 토마.
또한 스핀오프 드라마로 제5화에서는 무로츠요시 주연의 《무로보로스~이때니까 어떻게 푸는 느낌.》 제6화에서는 요시다 코타로 주연의 《코우타로스~이 딸 이야말로 친자식?》이 간토 지역 만 21:59 - 22:00에 걸쳐 1분간 방송됐다.

### 캐스트
- 류자키 이쿠오 - 이쿠타 토마 (어린 시절:미나미데 료카)
- 단노 타츠야 - 오구리 슌 (어린 시절:코바야시 키카)
- 히비노 미즈키 - 우에노 쥬리 (어린 시절:이시이 카호)
- 타치바나 토미코 - 요시다 요
- 후카마치 - 무로 츠요시
- 타무라 코나츠 - 세이노 나나
- 아비코 키리노 - 타케다 쿠미코
- 히비노 쿠니히코 - 미츠이시 켄
- 쵸노 신이치 - 타키토 켄이치
- 미시마 카오루 - 요시다 코타로
- 키타가와 - 나카무라 하시노스케
- 카시와바 유이코 - 히로스에 료코
- 나치 소스케 - 아야노 고 (제7 ~ 9화)

### 스태프
- 원작 - 칸자키 유야 《우로보로스 -경찰을 재판하는 것은 내게 있다-》 (신쵸샤)
- 각본 - 후루야 카즈나오
- 음악 - 키무라 히데아키라
- 연출 - 이시이 야스하루, 야마무로 다이스케, 이케다 카츠히코
- 주제가 - 아라시 〈Sakura〉 (J Storm)
- 액션 감독 - 양길영, 심재원
- 선곡 - 미소노 마사야
- 액션 지도 - 장재욱, 미야키 요시오
- 액션 코디네이터 - 사타니 히데미
- 건 이펙트 - 노토미 키쿠오
- 중국어 지도 - 쵸 텐쇼
- 특수 조형 - 마츠이 유이치
- 펜던트 제작 - Koo-fu 프로젝트 위원회
- 문신 - TATOO H&M's
- 프로덕션 협력 - 오피스 크레셴도
- 기획 - 나스다 준
- 프로듀서 - 사노 아유미
- 제작 저작 - TBS

### 방송 일자
| 각 화                                                       | 방송일          | 부제                    | 프로그램표                                            | 연출              | 시청률 |
| ----------------------------------------------------------- | --------------- | ----------------------- | ----------------------------------------------------- | ----------------- | ------ |
| 제1화                                                       | 2015년 1월 16일 | 금시계의 남자           | 사랑하는 선생님을 죽인 범인은…경찰 25만 명 안에 있다! | 이시이 야스하루   | 11.5%  |
| 제2화                                                       | 1월 23일        | 오므라이스의 비밀       | 눈물의 비밀과 오므라이스                              | 이시이 야스하루   | 12.0%  |
| 제3화                                                       | 1월 30일        | 약속이야, 이쿠오        | 그 날, 주고받은 우리의 약속                           | 이시이 야스하루   | 10.4%  |
| 제4화                                                       | 2월 6일         | 유이코 선생님의 비밀    | 유이코 선생님의 비밀                                  | 야마무로 다이스케 | 9.8%   |
| 제5화                                                       | 2월 13일        | 너는 내가 지킨다        | 너는 내가 지킨다!                                     | 야마무로 다이스케 | 10.1%  |
| 제6화                                                       | 2월 20일        | 절대 절명               | 눈 앞에서 사라져                                      | 이시이 야스하루   | 9.2%   |
| 제7화                                                       | 2월 27일        | 어째서야, 유이코 선생님 | 또 한 명의 소꿉친구 나타나다                          | 이시이 야스하루   | 10.6%  |
| 제8화                                                       | 3월 6일         | 마호로바의 비밀         | 그 집의 비밀                                          | 이케다 카츠히코   | 9.6%   |
| 제9화                                                       | 3월 13일        | 금시계의 정체           | 최종회 직전 금시계의 남자, 나타나다!                  | 이시이 야스하루   | 9.4%   |
| 최종화                                                      | 3월 20일        | 다녀왔습니다            | 예측 불능의 라스트! 두 마리의 용…눈물의 결말          | 이시이 야스하루   | 11.3%  |
| 평균 시청률 10.4% (시청률은 칸토 지구·비디오 리서치사 조사) |                 |                         |                                                       |                   |        |

| TBS 금요드라마                       | TBS 금요드라마                                            | TBS 금요드라마                          |
| 이전 작품                            | 작품명                                                    | 다음 작품                               |
| ------------------------------------ | --------------------------------------------------------- | --------------------------------------- |
| N을 위하여 (2014.10.17 ~ 2014.12.19) | 우로보로스~이 사랑이야말로, 정의. (2015.1.16 ~ 2015.3.20) | 앨저넌에게 꽃을 (2015.4.10 ~ 2015.6.12) |